# Список залізничних станцій і роз'їздів Росії (С)
Список станцій, роз'їздів та зупинних пунктів Російських залізниць
| Код    | Станція                      | Назва російською                 | Залізниця               | НОД (НЗрег) | Населений пункт | Рік заснування | Код Експрес-3 | Експ. коди |
| ------ | ---------------------------- | -------------------------------- | ----------------------- | ----------- | --------------- | -------------- | ------------- | --- |
| 031812 | Санкт-Петербург-Головний     | рос. Санкт-Петербург-Главный     | Жовтнева                |             | Санкт-Петербург | 1847           | 2004001       | |
| 033061 | Санкт-Петербург-Вітебський   | рос. Санкт-Петербург-Витебский   | Жовтнева                |             | Санкт-Петербург | 1838           | 2004003       | |
| 036002 | Санкт-Петербург-Балтійський  | рос. Санкт-Петербург-Балтийский  | Жовтнева                |             | Санкт-Петербург | 1857           | 2004005       | |
| 038205 | Санкт-Петербург-Фінляндський | рос. Санкт-Петербург-Финляндский | Жовтнева                |             | Санкт-Петербург | 1870           | 2004004       | |
| 037109 | Санкт-Петербург-Ладозький    | рос. Санкт-Петербург-Ладожский   | Жовтнева                |             | Санкт-Петербург | 2003           | 2004006       | |
| —      | Санкт-Петербург-Варшавський  | рос. Санкт-Петербург-Варшавский  | Жовтнева                | —           | Санкт-Петербург | 1853           | —             | 15 травня 2001 — закритий на реконструкцію. Нині — недіючий залізничний вокзал, архітектурний пам'ятник, переобладнаний в розважально-торговий комплекс (з 2006)            |
| —      | Санкт-Петербург-Охтинський   | рос. Охтинский вокзал            | Іринівська              | —           | Санкт-Петербург | 1892           | —             | Впродовж 1926—1929 років залізниця була замкнута на Фінляндський вокзал. Охтинський вокзал і колії до нього були демонтовані, на їх місці організовано трамвайне сполучення |
| —      | Санкт-Петербург-Приморський  | рос. Приморский вокзал           | Приморсько-Сестрорецька | —           | Санкт-Петербург | 1893           | —             | В результаті повені 1924 року вокзал і лінія істотно постраждали. У 1925 році вокзал був демонтований, а відправлення поїздів перенесено на Фінляндський вокзал             |
| 050300 | Савелово                     | рос. Савёлово                    | Жовтнева                |             | Кімри           | 1901           | 2004590       | |
| 620004 | Саратов I                    | рос. Саратов I                   | Приволзька              |             | Саратов         | 1871           | 2020000       | |
| 190205 | Серпухов                     | рос. Серпухов                    | Московська              |             | Серпухов        | 1865           | 2000164       | |
| 170108 | Смоленськ-Центральний        | рос. Смоленск-Центральный        | Московська              |             | Смоленськ       | 1868           | 2000170       | |
| 051106 | Сонково                      | рос. Сонково                     | Жовтнева                |             | Сонково         | 1870           | 2004554       | |
| 532909 | Сочі                         | рос. Сочи                        | Південно-Кавказька      |             | Сочі            | 1918           | 2064130       | |
| 190609 | Стовбова                     | рос. Столбовая                   | Московська              |             | Стовбова        | 1865           | 2000999       | |
| 204200 | Суземка                      | рос. Суземка                     | Московська              |             | Суземка         | 1893           | 2000808       | 204408 |
| 185207 | Сухиничі-Головні             | рос. Сухиничи-Главные            | Московська              |             | Сухиничі        | 1899           | 2000370       | |
| 185005 | Сухиничі-Вузлові             | рос. Сухиничи-Узловые            | Московська              |             | Сухиничі        | 1899           | 2000360       | |